# Горнонемски диалекти
Горнонемските диалекти (на немски: Oberdeutsche Dialekte) представляват подгрупа на горногерманските езици, разделяща се условно на две групи: алемански и австро-баварски диалекти.